# Nola Luxford

Nola Luxford, de son vrai nom Minola Adelaide Pratt, est une actrice néo-zélandaise née le 23 décembre 1895, à Hunterville (Nouvelle-Zélande) et morte le 10 octobre 1994 à Pasadena (Californie),.

## Biographie
Nola Luxford naît à Hunterville en 1985, sur l'Île du Nord. Quelques années plus tard, ses parents déménagent à Hastings.
En août 1919, elle épouse Maurice George Luxford, qui vient de revenir de la guerre. Sans un sou vaillant, ils empruntent de l'argent et s'embarquent pour les États-Unis. En avril 1927, ils divorcent et en juin elle épouse William Bauernschmidt, membre d'une famille de riches brasseurs de Baltimore. En 1934 il hérite de son oncle et ils s'installent à Bel Air. Ils divorcent en 1939.
En août 1959, elle épouse Glenn Russell Dolberg, le directeur de KFI qui l'avait engagée pour commenter les jeux en 1932. Il meurt en 1977 et elle meurt en octobre 1994.

## Carrière
Sans jamais réellement percer, elle joue dans les années 1920 dans un certain nombre de films, comme dans Ça t'la coupe (Girl Shy) aux côtés d'Harold Lloyd.
En 1925 elle rencontre Zane Grey, qui l'aide à avoir un rôle dans Forlorn River (en), d'après son livre. Il aurait dit qu'elle était son inspiration pour certaines de ses héroïnes de fiction. Elle est une des rares actrices qui arrivent à continuer à travailler avec l'avènement du cinéma parlant, et elle joue de petits rôles auprès de Katharine Hepburn, Basil Rathbone, Norma Shearer, Robert Montgomery ou Mary Astor.
En 1932, elle persuade KFI, la filiale locale de NBC, qu'elle pourrait commenter les Jeux de Los Angeles pour les Néo-Zélandais et les Australiens, et va assurer ainsi pendant la durée des jeux une émission quotidienne d'une heure à destination du Pacifique Sud. Pendant les années 1930, elle continue son travail pour la radio, en écrivant et produisant des émissions spéciales pour Noël, Pâques ou la commémoration de l'Armistice.
En 1939, elle est une des premières à annoncer à la NBC que la guerre a été déclarée. La guerre étant considérée comme une affaire d'hommes, son contrat avec la NBC est écourté et elle se tourne alors vers la collecte de fonds, par exemple pour le British American Ambulance Corps. En 1940, avec l'accord de la famille Rockefeller, elle crée sur le toit d'un des bâtiments du Rockefeller Center un jardin pour commémorer les morts du Corps d'armée australien et néo-zélandais (Australian and New Zealand Army Corps, connu sous l'acronyme ANZAC). Devant l'affluence des militaires australiens et néo-zélandais en permission à New York, elle crée le Anzac Club. Ce club deviendra si célèbre qu'il recevra la visite de personnalités aussi différentes qu'Eleanor Roosevelt, Gertrude Lawrence ou Tallulah Bankhead. C'est de cette période que lui vient le surnom que lui ont donné les journaux new-yorkais : Angel of the Anzacs, l'ange des Anzac.
Après la guerre, elle travaille pour l'hôtel Pierre sur Central Park, où elle organise divers événement liés à la mode et des collectes de fonds pour des œuvres de charité. Elle publie un livre pour enfants, Kerry Kangaroo, et fait des lectures à travers les États-Unis et les îles du Pacifique Sud.

## Distinctions
En 1947, elle reçoit de George VI la médaille de l'Ordre de l'Empire britannique et la médaille de l'Award of Merit du Président Harry S. Truman, et en 1989 le gouvernement néo-zélandais lui octroie la Queen's Service Medal.

## Filmographie
- 1920 : The Tiger's Coat (en) de Roy Clements : Clare Bagsby
- 1921 : The Mad Marriage (en) de Rollin S. Sturgeon : Bob
- 1921 : Opened Shutters (en) de William Worthington : Edna Derwent
- 1923 : The Flying Dutchman (en) de Lloyd B. Carleton : Melissa
- 1923 : Rouged Lips (en) de Harold M. Shaw : Mamie Dugan
- 1924 : The House of Youth (en) de Ralph Ince : une jeune femme
- 1924 : Ça t'la coupe (Girl Shy) de Fred C. Newmeyer et Sam Taylor : la femme de l'homme riche
- 1925 : Border Justice de B. Reeves Eason : Mary Maitland
- 1925 : That Devil Quemado (en) de Del Andrews : Conchita Ramériz
- 1925 : The Prince of Pep (en) de Jack Nelson : Marion Nord
- 1926 : Marine d'abord ! (Tell It to the Marines) de George William Hill : l'infirmière de la Navy
- 1926 : Le Lys de Whitechapel de Charles Brabin
- 1926 : Forlorn River (en) de John Waters : Magda Lee
- 1927 : King of the Herd (en) de Frank S. Mattison : Nancy Dorance
- 1927 : Ladies Beware (en) de Charles Giblyn : Jeannie
- 1927 : The Meddlin' Stranger de Richard Thorpe : Mildred Crawford
- 1932 : A Successful Calamity (en) de John G. Adolfi : Mary
- 1933 : Lost in Limehouse d'Otto Brower : Diana
- 1933 : The Iron Master (en) de Chester M. Franklin : Diana
- 1934 : Quand une femme aime (Riptide) d'Edmund Goulding : la jeune anglaise
- 1935 : Sylvia Scarlett de George Cukor : une femme en maillot de bain
- 1935 : Un bienfait dangereux de George B. Seitz : Rose, la bonne de Mary